# فضيل حجاج
فضيل حجاج  (1983 الجزائر) هو لاعب كرة قدم جزائري.

## روابط خارجية
- فضيل حجاج على موقع قاعدة بيانات كرة القدم.إي يو (الإنجليزية)
- فضيل حجاج على موقع ناشيونال فوتبول تيمز (الإنجليزية)